# Bulgaars curlingteam (vrouwen)
Het Bulgaarse curlingteam vertegenwoordigt Bulgarije in internationale curlingwedstrijden.

## Geschiedenis
Bulgarije nam voor het eerst deel aan een groot toernooi tijdens het Europees kampioenschap van 1991 in het Franse Chamonix. De eerste interland ooit werd met gewonnen van Tsjecho-Slowakije met duidelijke 9-1-cijfers, maar de volgende vier wedstrijden werden allen verloren. Ook in 1992 kon het Bulgaarse team slechts één wedstrijd winnen. Na twee deelnames trok Bulgarije zich één jaar terug, iets wat het land later nog enkele keren zou doen. Het Bulgaarse team eindigde steeds in de onderste regionen van het klassement. In 1999 kon het team zelfs geen enkele wedstrijd winnen. In 2004, toen het EK in eigen land georganiseerd werd, kon Bulgarije wel de grootste overwinning in z'n geschiedenis boeken: Kazachstan werd met 17-3 te kijk gezet. Het was evenwel de enige overwinning die Bulgarije tijdens dit toernooi kon boeken. Een jaar later verloor het land weer al zijn wedstrijden. Sindsdien heeft Bulgarije niet meer deelgenomen aan een internationaal curlingtoernooi.
Zoals gezegd was de 17-3-overwinning tegen de Kazachse curlingdames in de Bulgaarse hoofdstad Sofia in 2004 de grootste overwinning in de geschiedenis van het Bulgaarse vrouwencurlingteam. Echter, twee keer in de geschiedenis verloor Bulgarije zelf met grotere cijfers. In 1999 was het Noorse team in de Franse stad Chamonix met 15-0 overduidelijk te sterk voor de Bulgaarse dames. Vier jaar later won Nederland met 18-3 van Bulgarije tijdens het Europees kampioenschap van dat jaar in de Italiaanse plaats Courmayeur.
Aangezien deelname voor het wereldkampioenschap curling vrouwen en de Olympische Winterspelen enkel kan afgedwongen worden door in de hoogste regionen van het klassement te eindigen tijdens het Europees kampioenschap, konden de Bulgaarse dames zich nog nooit plaatsen voor de eindstrijd van een van beide mondiale toernooien.

## Bulgarije op het Europees kampioenschap
| Jaar | Plaats        | Skip                | WG            | W             | V             | PV            | PT            |
| ---- | ------------- | ------------------- | ------------- | ------------- | ------------- | ------------- | ------------- |
| 1975 | Geen deelname | Geen deelname       | Geen deelname | Geen deelname | Geen deelname | Geen deelname | Geen deelname |
| 1976 | Geen deelname | Geen deelname       | Geen deelname | Geen deelname | Geen deelname | Geen deelname | Geen deelname |
| 1977 | Geen deelname | Geen deelname       | Geen deelname | Geen deelname | Geen deelname | Geen deelname | Geen deelname |
| 1978 | Geen deelname | Geen deelname       | Geen deelname | Geen deelname | Geen deelname | Geen deelname | Geen deelname |
| 1979 | Geen deelname | Geen deelname       | Geen deelname | Geen deelname | Geen deelname | Geen deelname | Geen deelname |
| 1980 | Geen deelname | Geen deelname       | Geen deelname | Geen deelname | Geen deelname | Geen deelname | Geen deelname |
| 1981 | Geen deelname | Geen deelname       | Geen deelname | Geen deelname | Geen deelname | Geen deelname | Geen deelname |
| 1982 | Geen deelname | Geen deelname       | Geen deelname | Geen deelname | Geen deelname | Geen deelname | Geen deelname |
| 1983 | Geen deelname | Geen deelname       | Geen deelname | Geen deelname | Geen deelname | Geen deelname | Geen deelname |
| 1984 | Geen deelname | Geen deelname       | Geen deelname | Geen deelname | Geen deelname | Geen deelname | Geen deelname |
| 1985 | Geen deelname | Geen deelname       | Geen deelname | Geen deelname | Geen deelname | Geen deelname | Geen deelname |
| 1986 | Geen deelname | Geen deelname       | Geen deelname | Geen deelname | Geen deelname | Geen deelname | Geen deelname |
| 1987 | Geen deelname | Geen deelname       | Geen deelname | Geen deelname | Geen deelname | Geen deelname | Geen deelname |
| 1988 | Geen deelname | Geen deelname       | Geen deelname | Geen deelname | Geen deelname | Geen deelname | Geen deelname |
| 1989 | Geen deelname | Geen deelname       | Geen deelname | Geen deelname | Geen deelname | Geen deelname | Geen deelname |
| 1990 | Geen deelname | Geen deelname       | Geen deelname | Geen deelname | Geen deelname | Geen deelname | Geen deelname |
| 1991 | 12            | Tatiana Jordanova   | 5             | 1             | 4             | 25            | 50            |
| 1992 | 14            | Tatiana Jordanova   | 6             | 1             | 5             | 33            | 72            |
| 1993 | Geen deelname | Geen deelname       | Geen deelname | Geen deelname | Geen deelname | Geen deelname | Geen deelname |
| 1994 | 15            | Marina Karagiozova  | 4             | 2             | 2             | 43            | 34            |
| 1995 | 15            | Marina Karagiozova  | 6             | 3             | 3             | 38            | 46            |
| 1996 | 15            | Roemiana Alanassova | 6             | 2             | 4             | 45            | 42            |
| 1997 | Geen deelname | Geen deelname       | Geen deelname | Geen deelname | Geen deelname | Geen deelname | Geen deelname |
| 1998 | Geen deelname | Geen deelname       | Geen deelname | Geen deelname | Geen deelname | Geen deelname | Geen deelname |
| 1999 | 14            | Zveta Bacheva       | 7             | 0             | 7             | 18            | 82            |

| Jaar | Plaats        | Skip               | WG            | W             | V             | PV            | PT            |
| ---- | ------------- | ------------------ | ------------- | ------------- | ------------- | ------------- | ------------- |
| 2000 | Geen deelname | Geen deelname      | Geen deelname | Geen deelname | Geen deelname | Geen deelname | Geen deelname |
| 2001 | 14            | Roemiana Atanasova | 5             | 1             | 4             | 22            | 41            |
| 2002 | 15            | Roesiana Roeskova  | 7             | 3             | 4             | 51            | 52            |
| 2003 | 19            | Borislava Petrova  | 8             | 1             | 7             | 49            | 80            |
| 2004 | 19            | Borislava Petrova  | 5             | 1             | 4             | 43            | 46            |
| 2005 | 23            | Borislava Petrova  | 6             | 0             | 6             | 32            | 55            |
| 2006 | Geen deelname | Geen deelname      | Geen deelname | Geen deelname | Geen deelname | Geen deelname | Geen deelname |
| 2007 | Geen deelname | Geen deelname      | Geen deelname | Geen deelname | Geen deelname | Geen deelname | Geen deelname |
| 2008 | Geen deelname | Geen deelname      | Geen deelname | Geen deelname | Geen deelname | Geen deelname | Geen deelname |
| 2009 | Geen deelname | Geen deelname      | Geen deelname | Geen deelname | Geen deelname | Geen deelname | Geen deelname |
| 2010 | Geen deelname | Geen deelname      | Geen deelname | Geen deelname | Geen deelname | Geen deelname | Geen deelname |
| 2011 | Geen deelname | Geen deelname      | Geen deelname | Geen deelname | Geen deelname | Geen deelname | Geen deelname |
| 2012 | Geen deelname | Geen deelname      | Geen deelname | Geen deelname | Geen deelname | Geen deelname | Geen deelname |
| 2013 | Geen deelname | Geen deelname      | Geen deelname | Geen deelname | Geen deelname | Geen deelname | Geen deelname |
| 2014 | Geen deelname | Geen deelname      | Geen deelname | Geen deelname | Geen deelname | Geen deelname | Geen deelname |
| 2015 | Geen deelname | Geen deelname      | Geen deelname | Geen deelname | Geen deelname | Geen deelname | Geen deelname |
| 2016 | Geen deelname | Geen deelname      | Geen deelname | Geen deelname | Geen deelname | Geen deelname | Geen deelname |
| 2017 | Geen deelname | Geen deelname      | Geen deelname | Geen deelname | Geen deelname | Geen deelname | Geen deelname |
| 2018 | Geen deelname | Geen deelname      | Geen deelname | Geen deelname | Geen deelname | Geen deelname | Geen deelname |
| 2019 | Geen deelname | Geen deelname      | Geen deelname | Geen deelname | Geen deelname | Geen deelname | Geen deelname |
| 2021 | Geen deelname | Geen deelname      | Geen deelname | Geen deelname | Geen deelname | Geen deelname | Geen deelname |
| 2022 | Geen deelname | Geen deelname      | Geen deelname | Geen deelname | Geen deelname | Geen deelname | Geen deelname |
| 2023 | Geen deelname | Geen deelname      | Geen deelname | Geen deelname | Geen deelname | Geen deelname | Geen deelname |
| 2024 | Geen deelname | Geen deelname      | Geen deelname | Geen deelname | Geen deelname | Geen deelname | Geen deelname |
| 2025 | Geen deelname | Geen deelname      | Geen deelname | Geen deelname | Geen deelname | Geen deelname | Geen deelname |

Andorra · Australië · België · Brazilië · Bulgarije · Canada · China · Chinees Taipei · Denemarken · Duitsland · Engeland · Estland · Filipijnen · Finland · Frankrijk · Groot-Brittannië · Hongarije · Hongkong · Ierland · Israël · Italië · Jamaica · Japan · Kazachstan · Kenia · Kroatië · Letland · Litouwen · Luxemburg · Mexico · Nederland · Nieuw-Zeeland · Nigeria · Noorwegen · Oekraïne · Oostenrijk · Polen · Portugal · Qatar · Roemenië · Rusland · Schotland · Servië · Slovenië · Slowakije · Spanje · Thailand · Tsjechië · Tsjecho-Slowakije · Turkije · Verenigde Staten · Wales · Wit-Rusland · Zuid-Korea · Zweden · Zwitserland